# Blindia roerichii
Blindia roerichii là một loài rêu trong họ Seligeriaceae. Loài này được R.S. Williams mô tả khoa học đầu tiên năm 1931.